# Благодатное (Амвросиевский район)
Благода́тное (до 1926 года слобода Амвросиевка) — село, административный центр Благодатновского сельского совета Амвросиевского района Донецкой области. С апреля 2014 года населённый пункт контролируется Донецкой Народной Республикой.

## Географическое положение
Село расположено в восточной части Донецкой области, на реке Крынке (притоке р. Миус), в живописной долине, окружённой скалистыми холмами. Расстояние до районного центра и железнодорожной станции Амвросиевка 10 км.
Ближайшие населённые пункты: на севере — Малая Шишовка, северо-востоке — Свистуны, западе — Новопетровское, Котовского, Новоклиновка (все выше по течению р. Крынки), востоке — Сеятель, Великое Мешково, Овощное (все ниже по течению Крынки), юго-западе — Родники, Жукова Балка, Трепельное, юго-востоке — Карпово-Надеждинка (ниже по течению Крынки), юге — Новоамвросиевское, город Амвросиевка.

## История
Амвросиевка была основана в 1777 году наказным атаманом Войска Донского Амвросием Луковкиным, получившим позволение Войскового правительства основать хутор при реке Крынке, выше Шишовых гор. Первое время населённый пункт именовался как слобода Луковкина Крынская, позднее в документах значится по имени атамана — Амвросиевка Крынская.
Печатный источник XIX в., — издание Центрального статистического комитета МВД — «Списки населённых мест Земли Войска Донского по сведениям 1859 года», свидетельствует: по Миусскому округу ОВД под № 1222 значится Амвросиевка Крынская, слобода владельческая, при р. Крынке; расстояние в верстах до окружной станицы 35; число дворов — 542; жителей: муж. пола — 1667, жен. пола — 1806. Церковь православная 1; ярмарок 3.
По причине проведения советской властью расказачивания, а также, ввиду того, что вблизи вырос другой одноимённый населённый пункт, в 1926 году слобода Амвросиевка получило новое наименование — село Благодатное.

## Памятники
Мемориальный комплекс, в память о Великой Отечественной войне, включающий в себя памятник Советскому воину-освободителю, со стеной Памяти, на которой увековечены имена 504 человек жителей села — героях, отдавших жизни за свободу Отечества и Братскую могилу с захоронением 30 воинов-красноармейцев, павших в боях с немецко-фашистскими захватчиками при освобождении села Благодатного в августе 1943 года.

## Социальная инфраструктура
МБОУ Благодатновская школа; Дом культуры; 2 библиотеки; Больница; 2 церкви УПЦ Московского (Церковь Святого Николая Чудотворца) и Киевского патриархатов; Часовня с памятным крестом на холме с южного въезда в село.
Дом Анны ,музей посвященный девушке которая поехала покорять Москву во имя отчества.

## Предприятия
- Бывший колхоз имени Калинина.
- Мраморный карьер, на котором добывается редкий строительный материал — чёрный мрамор (антраконит)[7].

Жители села трудятся на ближайших предприятиях: цементном комбинате «Хейдельберг Цемент» и заводе асбестоцементных изделий, расположенных в пос. Новоамвросиевском, на шахтах в соседнем Шахтерском районе, кроме того, частично — доставкой угля потребителям на частных грузовых автомашинах.

## Известные уроженцы
- Патриарх Киевский и всея Руси-Украины Филарет (УПЦ КП). ( р.1929)